# Кузнецов Борис Григорович
Борис Григорович Кузнецов (5 жовтня 1903 — 5 вересня 1984) — російський радянський філософ та історик науки.
Закінчив аспірантуру Інституту економіки Російської асоціації науково-дослідних інститутів суспільних наук. Працював в Інституті історії науки і техніки, в Комісії з історії природознавства АН СРСР. Доктор філософських наук (1937). З 1944 р. обіймав посаду заступника директора  Інституту історії природознавства і техніки АН СРСР.
Широку популярність здобули його біографії Джордано Бруно, Галілео Галілея,  Ісаака Ньютона, Альберта Ейнштейна, праці з генезисом сучасної природничо-наукової картини світу.